# Mateusz Sacharewicz
Mateusz Sacharewicz (ur. 23 października 1989 w Białymstoku) – polski siatkarz, grający na pozycji środkowego.
Ukończył Szkołę Mistrzostwa Sportowego w Spale, a w swojej karierze grał również na pozycji przyjmującego.

## Sukcesy klubowe
Puchar Polski:
- 2019

Liga polska:
- 2019

Liga cypryjska:
- 2023[5]